# 廷涅
廷涅，是匈牙利佩斯州所辖的一个村。总面积16.10平方公里，总人口1611，人口密度100.1人/平方公里（2011年1月1日）。